# Tuerta sabulosa
Tuerta sabulosa är en fjärilsart som beskrevs av Felder 1868-1874. Tuerta sabulosa ingår i släktet Tuerta och familjen nattflyn. Inga underarter finns listade i Catalogue of Life.